# Массовая радиобиблиотека
Массовая радиобиблиотека (МРБ) — серия научно-популярных изданий, выходившая в СССР и России с 1947 года. Выпускалась вначале Госэнергоиздатом (с 1964 года переименованным в издательство «Энергия»), с 1982 по 1999 г. — издательством «Радио и связь», а начиная с 1999 г. (вып. 1236 и далее) по настоящее время выпускается научно-техническим издательством Горячая линия - Телеком. С 1947 по 2017 год в серии издано 1290 книг и брошюр по разнообразным теоретическим и практическим вопросам радиоэлектроники (включая библиографические указатели по самой серии). Одним из организаторов и общим редактором серии был академик А. И. Берг.

Мы стараемся давать представление о предмете с физических позиций, подбираем авторов с переднего края той проблемы, которой посвящена книга, то есть автора, непосредственно занимающегося этими вопросами, и стремимся дать в каждой книге, кроме познавательного, и практический материал, практические схемы, расчетные соотношения. Уровень изложения в Массовой радиобиблиотеке мы стараемся выдержать таким, чтобы наши книги были понятны читателю, обладающему средним образованием— А. И. Берг. Цит. по: Бурлянд В. А., Кренкель Э. Т. 40 миллионов книг для радиолюбителей.//В кн.: Ежегодник радиолюбителя. Под ред. Э. Т. Кренкеля — М.:Энергия, 1968
Среди основателей серии, членов её редакционной коллегии, авторов — А. И. Берг, Ф. И. Бурдейный, В. А. Бурлянд, В. И. Ванеев, Е. Н. Геништа, И. П. Жеребцов, А. М. Канаева, В. Г. Корольков, Э. Т. Кренкель, А. А. Куликовский, А. Д. Смирнов, Ф. И. Тарасов, В. И. Шамшур, З. Б. Гинзбург, В. В. Енютин.
Нельзя с благодарностью не упомянуть и специалистов издательств (выпускающих, технических и художественных редакторов, художников и графиков), принимавших в разные годы участие в выпуске книг серии и во многом способствовавших их высокому качеству. Среди них Г. Н. Астафуров, В. К. Бабук, Н. В. Ефимова, Т. В. Жукова, Ю. В. Костыков, А. М. Кувшинников, Г. В. Лабутин, И. Н. Суслова, Т. Н. Царева и многие другие.